# Berzsenyi Mária
Berzsenyi Mária (Sármellék, 1946. október 31. –) olimpiai- és világbajnoki bronzérmes kézilabdázó, edző.

## Pályafutása
Berzsenyi Mária 1946. október 31-én született Sármelléken. A zuglói Telepes utcai általános iskolába járt. Tizennyolc éves koráig középtávú futóversenyeken indult. 1965-ben földrajz-testnevelés szakos hallgatóként Szegedre került, az ottani NB I/B-s csapatnak lett a játékosa. A diploma megszerzését követően a Ferencvároshoz került. 1972 és 1980 között a magyar válogatott kapusaként 152 mérkőzésen lépett pályára, amellyel két világbajnoki (1975, 1978) és egy olimpiai (1976) bronzérmet szerzett. 1980-ban egy keresztszalag-szakadást követően hagyott fel a profi pályafutásával. Később kézilabdaedzőként tevékenykedett.